# Mars Hill (Maine)
Mars Hill – miasto w Stanach Zjednoczonych, w stanie Maine, w hrabstwie Aroostook.